# برنهام آن سی
برنهام آن سی (به انگلیسی: Burnham-on-Sea) یک شهرک در بریتانیا است که در شهرستان سامرست واقع شده‌است. برنهام آن سی ۱۹٬۵۷۶ نفر جمعیت دارد.

## خواهرخوانده
شهرهای فریتزلار و Cassis خواهرخوانده‌های برنهام آن سی هستند.